# You Know We Can't Go Back
You Know We Can't Go Back es una canción de la banda británica Noel Gallagher's High Flying Birds de su segundo álbum Chasing Yesterday.
La canción no es un sencillo del álbum, sin embargo, Noel la tocó en la gira de su segundo disco dedicándosela a los fanes de Oasis indicando que ya no podían volver atrás.
- Datos: Q24054753